# 네이선 이발디
네이선 에드워드 이발디(Nathan Edward Eovaldi, 1990년 2월 13일 ~ )는 미국의 프로 야구 선수로 현재 메이저 리그 베이스볼 텍사스 레인저스의 투수를 맡고 있다. 그는 이전에 로스앤젤레스 다저스, 마이애미 말린스, 뉴욕 양키스, 탬파베이 레이스와 보스턴 레드삭스에서 활약하였다.  그는 2018년 레드삭스와 그리고 2023년 레인저스와 함께 월드 시리즈 우승 선수였으며 2021년과 2023년 올스타로 선발되었다.

## 초기 경력
이발디는 텍사스주 앨빈에서 태어나 앨빈 고등학교에서 수학하여 학교의 야구 팀을 위하여 활약하였다. 그는 자신의 주니어 해 동안 오른쪽 팔꿈치에 주관절 내측측부인대를 회복하는 데 토미 존 수술을 받았다. 2008년 자신의 시니어 해에 그는 텍사스주 전국 팀에 명예로운 언급이었다. 그는 대학 야구 장학금에 텍사스 A&M 대학교에 수학하는 데 약속하였다.

## 마이너 리그 경력
로스앤젤레스 다저스는 2008년 메이저 리그 베이스볼 드래프트의 11번째 라운드에서 이발디를 선발하였다. 그의 초안 재고는 그의 첫 존 토미 수술 때문에 망했다. 이발디는 다저스와 계약을 맺어 2십 5만 달러 계약 보너스를 받았고, 텍사스 A&M 대학교로 그의 약속을 지켰다. 그는 다저스의 팜팀을 통하여 자신의 길을 이루어 2008년 루키 수준 걸프 코스트 리그의 걸프코스트 다저스와 2009년 클래스 A 미드웨스트 리그의 그레이트레이크스 룬스를 위하여 투구하였다. 2010년 클래스 A 캘리포니아 리그의 샌버나디노군 인랜드 엠파이어 식스티식서스와 함께 이발디는 미드 시즌 캘리포니아 리그 올스타 팀으로 선발되었다. 이발디는 2011년 클래스 AA 서던 리그의 채터누가 룩아우츠로 승진되었고 미드 시즌 올스타 경기로 선발되었다. 그는 자신이 19개의 경기들을 시작한 룩아우츠를 위하여 2.62 평균자책점과 함께 6 승 5 패의 기록을 가졌다. 그는 또한 포스트 시즌 올스타 팀으로 선발되기도 하였다.

## 메이저 리그 베이스볼 경력

### 로스앤젤레스 다저스

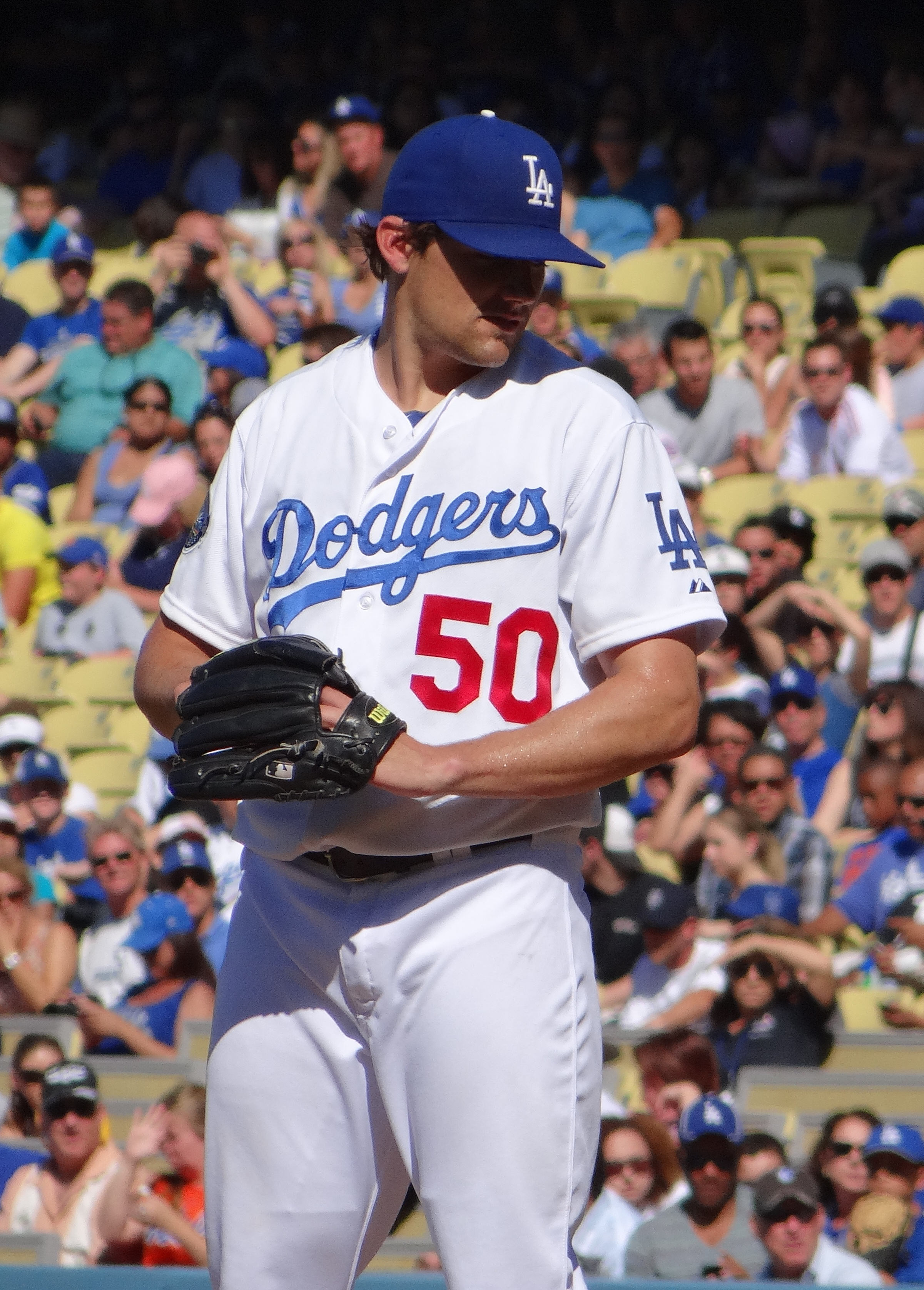
로스앤젤레스 다저스를 위하여 투구하는 이발디 (2012년)

2011년 8월 6일 이발디는 처음으로 메이저 리그 베이스볼로 징집되었고 애리조나 다이아몬드백스를 상대로 그날 밤 출발 투수였다. 경기에서 그는 5개의 이닝을 투구하여 7명을 스트라이크아웃 시킨 동안 2개 만의 득점을 허용하여 우승을 거두었다. 그는 또한 자신의 첫 메이저 리그 타석에서 1루타를 쳐 득점을 매겼다. 그의 7개의 스트라이크아웃은 메이저 리그 데뷔를 위하여 다저스 역사상 4번째로 동점이 매겨졌고, 그는 1960년 이래 자신의 데뷔에 득점을 매기는 데 4번째 만의 다저스 투수였다. 이발디는 2개 혹은 적게 득점을 허용한 동안 5개 혹은 이상의 이닝의 4개의 경기들과 함께 자신의 경력을 시작하는 데 1957년 시즌에서 대니 맥더빗 이래 첫 다저스 출발 선수가 되었다. 그는 다저스를 위하여 6개의 출발을 이루어 그러고나서 시즌을 위하여 자신의 이닝들을 낮추는 목적에 불펜으로 이동하였다. 그는 시즌 후순에 불펜의 외부로 4개의 경기에서 투구하였다. 그의 2011년 총계는 1 승 2 패의 기록과 3.63의 평균자책점을 포함하였다.
채터투가와 함께 2012년 시즌을 시작한 후, 이발디는 밀워키 브루어스를 상대로 자신이 시작했을 때 5월 29일 다저스를 위하여 시즌의 첫 출연을 이루었다. 그는 4개의 스트라이크아웃을 가져 1 대 2의 패배에서 7개의 이닝들을 통하여 4개의 안타와 2개의 득점을 허용하였다. 다저스와 10개의 출발 경기에서 그는 4.15 평균자책점과 1 승 6 패의 기록을 가졌다.

### 마이애미 말린스
2012년 7월 25일 이발디는 핸리 라미레스와 랜디 초트를 위하여 마이너 리그 투수 스콧 맥고프와 더불어 마이애미 말린스로 이적되었다. 말린스와 함께 자신의 첫 경기에서 7월 28일 샌디에고 파드리스를 상대로 우승을 거두었다. 그는 3 승 7 패의 기록과 4.43의 평균자책점과 함께 2012년 말린스를 위하여 12개의 경기들을 시작하였다. 그는 4.30 평균자책점, 1.51 이닝당 안타 볼넷 허용률, 47개의 볼넷과 119와 3분의 1의 투구한 이닝에서 78개의 스트라이크아웃과 함께 22개의 경기에서 4 승 13 패의 기록과 함께 시즌을 끝냈다.
2013년 이발디는 18개의 출발에서 3.39의 평균자책점과 78개의 스트라이크아웃과 함께 4 승 6 패의 기록을 가졌다.
2014년 이발디는 4.37의 평균자책점과 함께 6 승 14 패의 기록을 가졌다. 그는 내셔널 리그에서 가장 많은 223개의 안타를 허용하였다. 그는 시작한 33개의 경기와 199와 3분의 2의 투구한 이닝과 함께 경력 사상 신기록을 세웠다.

### 뉴욕 양키스

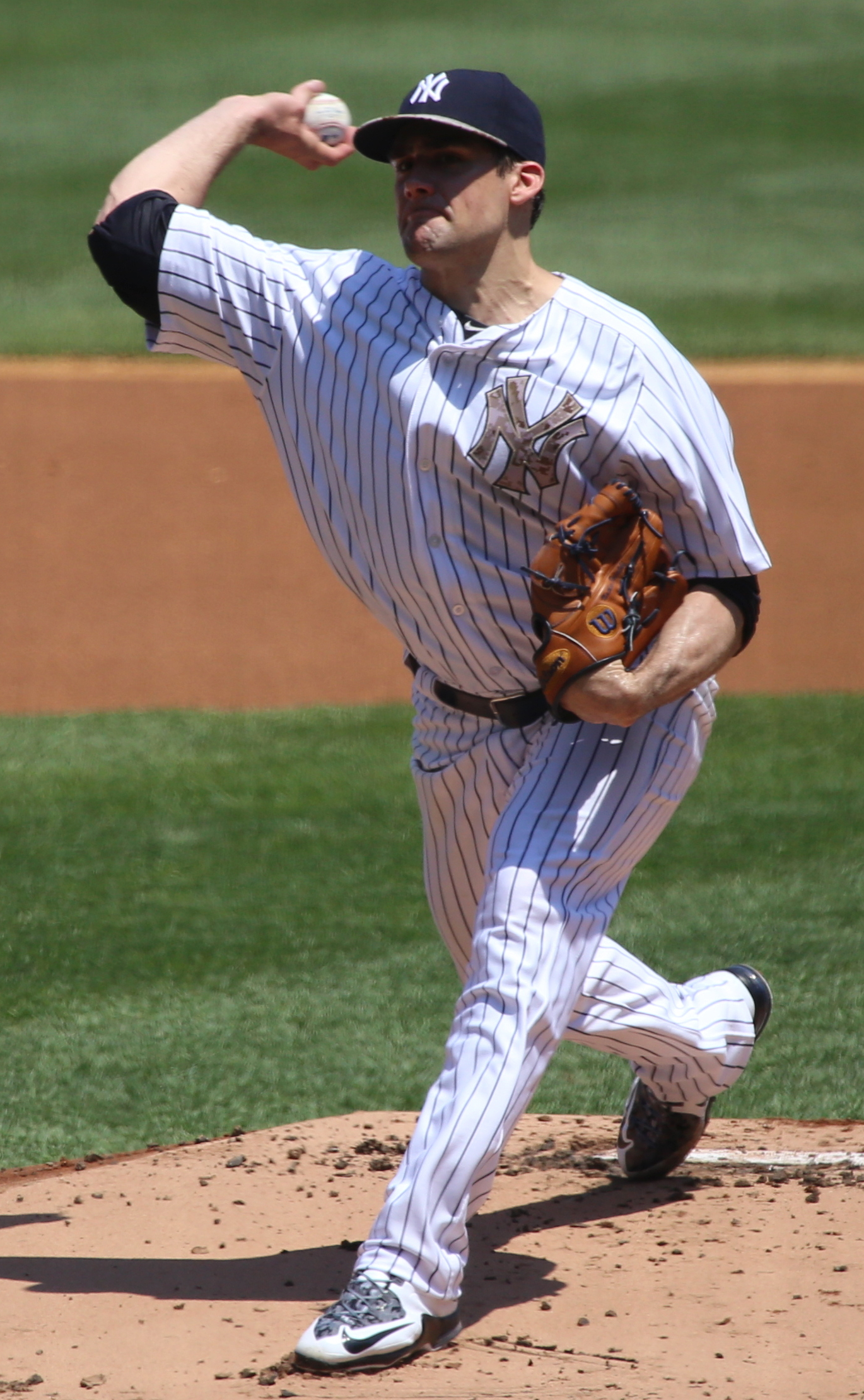
뉴욕 양키스와 함께

2014년 12월 19일 말린스는 마르틴 프라도와 데이비드 펠프스를 위하여 이발디, 개릿 존스와 도밍고 헤르만을 뉴욕 양키스로 이적시켰다.
이발디는 2015년 4월 10일 보스턴 레드삭스를 상대로 양키스를 위하여 자신의 첫 출발을 이루어 5와 3분의 1 이닝을 투구하여 8개의 안타에 2개의 득점을 허용하였다. 19개의 이닝에서 양키스가 레드삭스에게 6 대 5로 패하면서 무결정과 인정을 받았다. 이발디는 향상된 결과들로 이끈 스플릿 핑거를 개발하였다. 6월 20일부터 8월 24일을 통하여 이발디는 2.93 평균자책점과 함께 8 승 0 패의 기록으로 투구하였다. 9월 이발디는 팔꿈치 염증을 경험하여 자신의 정규 시즌을 끝냈다. 2015년의 양키스를 위하여 이발디는 4.20 평균자책점과 함께 14 승 3 패로 가 27개의 출발 경기에서 154와 3분의 1을 투구하였다. 이발디는 아메리칸 리그 디비전 시리즈에서 투구하는 데 준비되었으나 양키스는 와일드 카드 경기에서 탈락되었다.
2016년 8월 16일 찢어진 굴곡근과 부분적으로 찢어진 자신의 오른쪽 투구 팔꿈치에 내측측부인대로 인하여 이발디가 2016년 시즌의 나머지를 놓칠 것이라고 공고되었다. 며칠 후에 영키스는 이발디가 그의 두번째 토미 존 수술을 받았다고 공고하였다. 2016년 양키스와 함께 이발디는 24개의 출연 (21개의 출발 경기)을 이루어 투구한 124와 3분의 2 이닝에서 4.76 평균자책점과 함께 9 승 8 패의 기록을 등록하였다. 그는 자유 계약 선수를 위하여 자격이 된 후에 2017년 시즌을 놓치는 데 기대되었다. 11월 23일 양키스는 이발디를 내보냈다.

### 탬파베이 레이스
2017년 2월 14일 이발디는 탬파베이 레이스와 함께 1년, 2백만 달러의 계약을 맺었으며 계약은 2018년 시즌을 위한 2백만 달러 팀의 선택권을 포함하였다. 이발디는 자신의 이전 팔꿈치 수술로부터 회복의 이유로 2017년 시즌의 전체를 놓쳤다. 레이스는 2018년 시즌을 들어가는 선택권을 연습하였다.
2018년 3월 28일 이발디가 그의 팔꿈치에 관절 내 유리체와 진단되었다는 것이 밝혀져 그는 명백히 배제되었다. 5월 30일 자신의 마지막 출발 이래 거의 1년 반 동안 이발디는 오클랜드 애슬레틱스를 상대로 투구하여 투구 총수 숙고들의 이유로 꺼내지기 전에 6개의 무안타 이닝을 던졌다. 2018년 레이스와 함께 이발디는 57개의 투구한 이닝과 함께 53개의 스트라이크아웃과 8개의 볼넷을 기록한 동안 4.26 평균자책점과 3 승 4 패의 기록과 함께 10개 (전부 출발 경기)의 출연을 이루었다.

### 보스턴 레드삭스
그해 7월 25일 이발디는 제일런 비크스를 위한 교환에서 보스턴 레드삭스로 이적되었다.

#### 2018년
이발디는 7월 29일 자신의 레드삭스 데뷔를 이루어 레드삭스가 미네소타 트윈스를 3 대 0으로 꺾으면서 득점을 포기하지 않으면서 7개의 이닝으로 갔다. 2018년 레드삭스와 함께 이발디는 3.33 평균자책점과 3 승 3 패의 기록과 함께 12개 (11개의 출발 경기)의 출연을 이루어 54개의 이닝에서 48명을 스트라이크아웃 시켰다.
2018년 플레이오프에서 이발디는 레드삭스가 16 대 1로 우승한 양키스를 상대로 디비전 시리즈의 3번째 경기에서 7개의 이닝을 투구하여 양키스에게 포스트시즌 역사상 그들의 가장 일방적 패배를 주었다. 휴스턴 애스트로스를 상대로 아메리칸 리그 챔피언십 시리즈의 3번째 경기에서 이발디는 6개의 이닝을 투구하여 레드삭스가 8 대 2로 우승하면서 겨우 2개만의 득점을 허용하였다. 레드삭스가 시리즈 우승을 거두면서 그는 또한 5번째 경기에서 구원의 1과 3분의 1 이닝을 투구하기도 하였다.
다저스를 상대로 2018년 월드 시리즈에서 이발디는 1번째와 2번째 경기에서 완봉 8번째 이닝을 투구하였다. 그가 원래 4번째 경기를 시작하는 데 예정되었어도 이발디는 월드 시리즈 역사상 장기적 경기인 18개의 이닝 마라톤 3번째 경기에서 최종 구원 투수로 끝났고 말았다. 이발디는 자신을 패배한 투수로 만든 맥스 먼시에게 끝내기 홈런을 내주기 전에 구원의 6개 이닝에 97개의 투구를 던졌다. 출발 투수 릭 포셀로보다 36개나 더 많은 투구들을 던진 동안 이발디는 3개의 안타와 하나의 득점을 허용하였다. 이발디의 97개의 투구들은 구원 투수에 의한 월드 시리즈 경기에서 가장 많은 수를 위한 기록을 세웠고, 1977년 릭 로덴이 그렇게 한 이래 월드 시리즈 경기에서 6개 이상의 이닝을 던지는 데 첫 구원 투수가 되었다. 13번째 이닝에서 레드삭스는 주도권을 잡았으나 이언 킨슬러에 의한 실책이 다저스가 동점을 매기는 데 허용하였으며 후에 킨슬러가 이발디에게 사과하였다. 경기 후에 이발디는 레드삭스의 갱의실에서 기립 박수를 받았다. 레드삭스는 다음 2개의 경기를 이기러 가 5개의 경기에서 월드 시리즈를 우승하였다. 월드 시리즈 후에 이발디는 자유 계약을 신청하였다. 12월 6일 이도발디는 레드삭스로 돌아가는 데 4년, 6천 8백만 달러의 계약을 맺었다.

#### 2019년
이발디는 자신의 투구 오른쪽 팔꿈치에 권절 내 유리체의 이유로 4월 20일 부상자 명단에 놓이기 전에 전부 무결정으로 4개의 출발 경기에서 6.00 평균자책점과 함께 2019년 시즌을 시작하였다. 레드삭스는 이어서 4월 23일 이발디가 수술을 할 것이라고 공고하였고, 그가 4주에서 6주로 나와 있을 것으로 기대하였다. 6월 25일 이발디는 60일간 부상자 명단으로 옮겨졌다. 7월 초순에 레드삭스가 이발디의 복귀에 그를 더욱 가까운 역할에 이용할 것이라고 보고되었다. 그는 7월 18일 트리플 A 포터킷 레드삭스와 함께 재활 임무에 보내쪘고, 이틀 후에 활동적이었다. 이발디는 7월 후순에 보스턴과 함께 4개의 구원 출연을 이루어 투구한 3과 3분의 2 이닝에서 5개의 득점을 허용하였다. 레드삭스는 이어서 팀의 뎁스 차트에 더욱 가까운 역할로 브랜던 워크먼을 병단에 놓았다. 8월 중순에 이발디가 시즌의 나머지를 위하여 출발 선수로 돌아올 것이라고 공고되었다. 2019년 시즌을 위하여 전체로 이발디는 23개 (12개의 출발 경기)의 출연을 이루어 5.99 평균자책점과 67과 3분의 2 이닝에서 70개의 스트라이크아웃과 함께 2 승 1 패를 기록하였다.

#### 2020년
2020년에는 코로나19로 인해 진행된 단축 시즌에서 보스턴 레드삭스의 개막전 선발 투수로 낙점 받았다. 레드삭스가 볼티모어 오리올스를 13 대 2로 꺾으면서 4명의 타자들을 스트라이크아웃 시킨 동안 이발디는 그 경기에서 승리를 거두어 5개의 안타와 하나의 득점을 허용한 동안 6개의 이닝을 투구하였다. 8월 29일 이발디는 오른쪽 종아리 변형의 이유로 8월 26일로 소급된 10일간 부상자 명단에 놓였으며 9월 12일 활동 명단으로 돌아왔다. 2020년 레드삭스와 함께 전체로 이발디는 9개의 경기 (전부 출발 경기)에 나와 3.72 평균자책점과 투구한 28과 3분의 1 이닝에서 52개의 스트라이크아웃과 함께 4 승 2 패의 기록을 수집하였다.

#### 2021년
2020년 시즌에 이어 2년 연속으로 팀의 개막전 선발 투수로 선정되었다. 이 시즌에도 전반기에만 103.1이닝을 소화하는 등 선발 로테이션을 꾸준히 소화하였고 그러한 공로를 인정 받으며 생애 첫 아메리칸 리그 올스타로 선정되었다. 후반기에도 부상 없이 시즌을 소화하였고, 그 결과 32경기에 선발 등판하여 182.1이닝을 소화하였고, 11승 9패에 195개의 탈삼진과 3.75의 평균자책점을 기록하였다. 그의 활약을 바탕으로 보스턴 레드삭스는 포스트시즌에 진출하였으며, 이러한 활약을 바탕으로 이발디는 시즌 종료 후 아메리칸 리그 사이 영 상 4위에 선정되었다. 또한 2014년 이후 8시즌 만에 규정 이닝(162이닝)을 돌파하면서 그동안 이발디의 단점으로 꼽히던 건강 문제에서도 개선된 모습을 보여준 시즌이었다.

#### 2022년
2022년 시즌에도 개막전 선발 투수로 선정되면서, 보스턴 레드삭스 역사상 10번째로 3연속 개막전에 선발 등판한 선수로 기록되었다.
하지만 이 시즌에는 5월 17일 휴스턴 애스트로스전에서 한 이닝에 5개의 홈런을 허용한 선수로 기록되었고, 허리 염증, 우측 어깨 염증 등으로 인해 부상자 명단에 등재되는 등 불운한 시즌을 보냈다. 그 결과 20경기에 선발 등판하여 109.1이닝을 소화하는 동안에 6승 3패에 103개의 탈삼진과 3.87의 평균자책점을 기록하였다. 시즌 종료 후 원소속팀인 보스턴 레드삭스로부터 퀄리파잉 오퍼를 제시 받았지만, 이를 거부하였고, FA 자격을 취득하였다.

### 텍사스 레인저스
2022년 시즌 종료 후 FA 자격을 취득하였고, 12월 27일에 텍사스 레인저스와 2년 3400만 달러의 계약을 체결하였다.  이발디는 2023년 월드 시리즈의 첫번째와 5번째 경기들을 시작하여 결정적 경기에서 우승을 거두었다.  레인저스는 5번째 경기와 프랜차이즈 역사상 처음으로 월드 시리즈를 우승하였다.  이발디는 2023년 포스트시즌 동안 투수 교대 일정을 시작한 레인저스의 에이스였으며 월드 시리즈의 첫 경기에서 무결정으로 6 경기 중 5 경기를 승리하였다.  이 일은 단 하나의 포스트시즌에서 투수에 의하여 가장 많은 우승을 위하여 MLB 기록을 동점 매겼으며 그렇게 하는 데 유일한 다른 투수들은 랜디 존슨 (2001년), 프란시스코 로드리게스 (2002년)와 스티븐 스트라스버그 (2019년)이다.

## 개인 생활
이발디와 그의 부인 리베카는 슬하 1남 1녀를 두고 휴스턴에 거주한다.